# Forest Park (Geórgia)
Forest Park é uma cidade localizada no estado americano de Geórgia, no Condado de Clayton.

## Demografia
Segundo o censo americano de 2000, a sua população era de 21.447 habitantes.
Em 2006, foi estimada uma população de 22.080, um aumento de 633 (3.0%).

## Geografia
De acordo com o United States Census Bureau tem uma área de
24,4 km², dos quais 24,3 km² cobertos por terra e 0,1 km² cobertos por água.

## Localidades na vizinhança
O diagrama seguinte representa as localidades num raio de 12 km ao redor de Forest Park.